# Oscar Moro

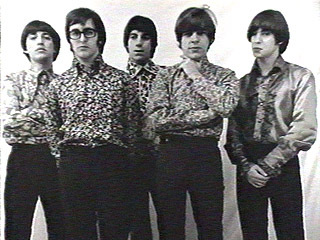
Oscar Moro (in der Mitte)

Oscar Moro (* 24. Januar 1950 in Rosario; † 11. Juli 2006 in Buenos Aires) war ein argentinischer Schlagzeuger und Schauspieler.
Erste Station seiner musikalischen Laufbahn war die Mitgliedschaft bei Los Gatos des argentinischen Musikers Lito Nebbia. Später gehörte er La Máquina de Hacer Pájaros an. In den 1970er Jahren spielte er sodann in der Band Serú Girán und nach deren Auflösung wirkte er auch bei zwei Alben der Band Riff mit. Ferner nahm er mit Beto Satragni ein Album auf und auch León Gieco, Porsuigieco und Sui Generis gehörten im Laufe seiner Karriere zu seinen musikalischen Weggefährten. Als Studiomusiker war er zudem für Alejandro Lerner, Billy Bond und Fabiana Cantilo tätig.
Darüber hinaus trat er auch 1973 im Aníbal-Uset-Film Hasta que se ponga el sol und 1995 in Peperina von Raúl de la Torre als Schauspieler in Erscheinung.
Er starb am 11. Juli 2006 in seinem Haus im Stadtteil Palermo der argentinischen Hauptstadt.